# Karl Bruck (Kaufmann)
Karl Bruck (* 2. September 1907 in Bremen; † 1970 in Bremen) war ein deutscher Kaufmann und Leiter der Reichsvereinigung der Juden in Deutschland im Bezirk Bremen.

## Biografie
Bruck war der Sohn eines jüdischen Buchhalters in einem Baugeschäft. Seine Eltern waren seit 1903 zum Christentum konvertiert. So wurde auch er christlich getauft. Er besuchte  das Alte Gymnasium in Bremen und lernte bei einem Herrenausstatter als Kaufmann. Er trat dann in die Baufirma ein, bei der sein Vater Prokurist war. Seine Frau gehörte der evangelischen Kirche an. In der Zeit Nationalsozialismus galt er als Jude und musste den zusätzlichen Namen Israel annehmen und seit 1941 den Judenstern tragen. 
Als Carl Katz, der Bremer Bezirksleiter der Reichsvereinigung der Juden in Deutschland, in das Konzentrationslager Theresienstadt deportiert wurde, musste Bruck seine Funktion übernehmen. Die Reichsvereinigung stand unter der strikten Kontrolle des Reichssicherheitshauptamtes (RSHA) im Zuständigkeitsbereich des Eichmannreferats in der Geheimen Staatspolizei. Durch erhebliche Drohungen der Gestapo gerieten die in dieser Institution tätigen Juden in Verstrickungen, so auch Bruck. Er überlebte diese Zeit, war aber wegen seiner Zusammenarbeit mit der Gestapo 1947 für ein halbes Jahr in Haft. 
Er arbeitete nach dem Zweiten Weltkrieg wieder als Kaufmann in seiner Firma, einer Kiesbaggerei.